# Joel Waterman
Joel Waterman (Langley, 21 de enero de 1996) es un futbolista canadiense que juega en la demarcación de defensa para el Chicago Fire de la Major League Soccer.

## Selección nacional
Debutó con la selección de fútbol de Canadá el 11 de noviembre de 2022 en un partido amistoso contra Baréin, encuentro que finalizó con un resultado de empate a dos tras los goles de Abdulla Yusuf Helal y Mahdi Al-Humaidan para Baréin, y de Ismaël Koné y un autogol de Ali Haram para Canadá. En 2022 fue convocado por el seleccionador John Herdman para disputar la Copa Mundial de Fútbol de 2022 con la selección de fútbol de Canadá.

### Participaciones en Copas América
| Torneo            | Sede           | Resultado     | Partidos | Goles |
| ----------------- | -------------- | ------------- | -------- | ----- |
| Copa América 2024 | Estados Unidos | Cuarto puesto | 0        | 0     |

## Clubes
| Club                 | País           | Año       | Partidos | Goles |
| -------------------- | -------------- | --------- | -------- | ----- |
| Kitsap Pumas         | Estados Unidos | 2016      | 13       | 0     |
| TSS FC Rovers        | Canadá         | 2017      | 11       | 0     |
| Calgary Foothills FC | Canadá         | 2018      | 17       | 0     |
| Cavalry FC           | Canadá         | 2019      | 25       | 1     |
| CF Montréal          | Canadá         | 2020-2025 | 158      | 5     |
| Chicago Fire         | Estados Unidos | 2025-     |          |       |

## Palmarés

### Títulos nacionales
| Título                          | Club        | País   | Año  |
| ------------------------------- | ----------- | ------ | ---- |
| Campeonato Canadiense de Fútbol | CF Montréal | Canadá | 2021 |